# Okręg wyborczy Corangamite
Okręg wyborczy Corangamite (ang. Division of Corangamite) – jednomandatowy okręg wyborczy do Izby Reprezentantów Australii, położony w stanie Wiktoria.
Pierwsze wybory odbyły się w nim w 1901 roku, a nazwa pochodzi od Lake Corangamite.
Od 2013 roku posłem z tego okręgu była Sarah Henderson z Liberalnej Partii Australii.

## Lista posłów
Lista posłów z okręgu Corangamite:
| okres urzędowania | poseł            | przynależność                                    |
| ----------------- | ---------------- | ------------------------------------------------ |
| 1901–1903         | Chester Manifold | Partia Protekcjonistyczna                        |
| 1903–1909         | Gratton Wilson   | Partia Wolnego Handlu, Partia Antysocjalistyczna |
| 1909–1910         | Gratton Wilson   | Związkowa Partia Liberalna                       |
| 1910–1913         | James Scullin    | Australijska Partia Pracy                        |
| 1913–1917         | Chester Manifold | Związkowa Partia Liberalna                       |
| 1917–1918         | Chester Manifold | Nacjonalistyczna Partia Australii                |
| 1918–1929         | William Gibson   | Partia Agrarna                                   |
| 1929–1931         | Richard Crouch   | Australijska Partia Pracy                        |
| 1931–1934         | William Gibson   | Partia Agrarna                                   |
| 1934–1940         | Geoffrey Street  | Partia Zjednoczonej Australii                    |
| 1940–1944         | Allan McDonald   | Partia Zjednoczonej Australii                    |
| 1944–1953         | Allan McDonald   | Liberalna Partia Australii                       |
| 1953–1966         | Dan Mackinnon    | Liberalna Partia Australii                       |
| 1966–1984         | Tony Street      | Liberalna Partia Australii                       |
| 1984–2007         | Stewart McArthur | Liberalna Partia Australii                       |
| 2007–2013         | Darren Cheeseman | Australijska Partia Pracy                        |
| od 2013           | Sarah Henderson  | Liberalna Partia Australii                       |